# Гомес де Сильва, Руй
Дом Руй Гомес да Силва (порт. Rui Gomes da Silva, исп. Ruy Gómez de Silva), 1-й принц Эболи (27 октября 1516, Шамушка — 29 июля 1573, Мадрид) — португальский дворянин, один из главных советников короля Испании Филиппа II. Основатель герцогского дома Пастрана.
Титулатура: 1-й принц Эболи, 1-й маркиз де Диано, граф Мелито (по жене), 1-й герцог де Эстремера (1568), 1-й герцог де Пастрана (1572), гранд Испании (1572), 4-й сеньор де Шамушка и Улме.

## Ранняя жизнь
Руй Гомес да Силва родился 27 октября 1516 года в Шамушке, Португалия. Второй сын Дома Франсишку да Силвы, сеньора Улме и Шамушка, и Марии де Норонья. В марте 1526 года он сопровождал инфанту Изабеллу Португальскую в Севилью, где она вышла замуж за короля Испании Карла I Габсбурга.
Он остался в Испании, живя в окружении Изабеллы. В 1527 году, когда родился инфант Филипп II Испанский, Руй стал его пажом. Большая дружба связывала двух мальчиков на протяжении всей их жизни. В 1554 году, когда умер его старший брат Жуан, Руй унаследовал сеньории Улме и Шамушка.

## Восхождение к власти
Когда Филипп II унаследовал испанский престол в 1556 году, Руй Гомес де Сильва, который был близок к одному из наиболее влиятельных министров, получил несколько титулов и должностей, среди которых принц Эболи и королевский стольник. Как министр Филиппа II, Руй Гомес де Сильва имел большое значение в испанской политике, и Филипп II даровал ему самый высокий дворянский титул гранда Испании.

## Эболистская партия
Благодаря своему влиянию при испанском дворе Руй Гомес де Сильва был известен среди иностранных послов как «Рей Гомес II» (король Гомес), вместо своего испанизированного имени «Руй Гомес». Его главным политическим противником был Фернандо Альварес де Толедо, 3-й герцог Альба. У них были разные взгляды на управление Испанией. Герцог Пастрана защищал гораздо более федералистскую и компромиссную систему, в то время как герцог Альба был за централизацию власти в рамках единой и воинственной монархии.

## Брак и дети

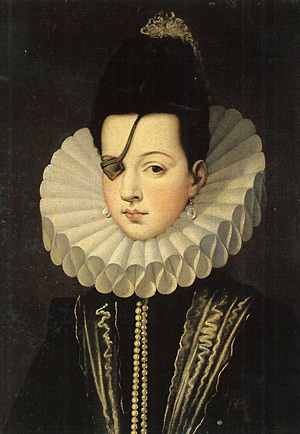
Анна де Мендоса, принцесса де Эболи

В 1552 году Руй Гомес де Сильва обручился с 12-летней Анной де Мендоса (1540—1592), дочерью Диего Уртадо де Мендоса, 1-го герцога Франкавилья (ок. 1500—1578), и Марии Каталины де Сильва-и-Толедо (1510—1576), по предложению и просьбе короля Испании Филиппа II. Официальное свадебное обещание состоялось 18 апреля 1553 года.
У них было десять детей:
- Диего де Сильва и Мендоса (ок. 1558—1563)
- Ана де Сильва и Мендоса (1560—1610), муж — Алонсо Перес де Гусман, 7-й герцог Медина-Сидония (1550—1619)
- Родриго де Сильва и Мендоса (1562—1596), 2-й герцог Пастрана.
- Педро де Сильва и Мендоса (род. 1563), умер в младенчестве
- Диего де Сильва и Мендоса (1564—1630), вице-король Португалии (1615—1621), 1-й маркиз Аленкер
- Руй де Сильва и Мендоса (1565—1616), 1-й маркиз Ла-Элизеда
- Фернандо де Сильва и Мендоса (1570—1639) епископ Сигуэнсы (1623—1639)
- Мария де Сильва и Мария де Мендоса (род. 1570), близнецы, умершие в младенчестве.
- Анна де Сильва и Мендоса (1573—1614)

## Стили и титулы
- Королевство Португалия — Руи Гомеш да Силва, сеньор да Улме и Шаришка
- Королевство Испания — Руй Гомес де Сильва, принц де Эболи, герцог де Пастрана, герцог де Эстремера, граф де Мелито .